# 陽信台北競技俱樂部
陽信台北競技俱樂部（英語：Sunny Bank Athletic Club Taipei）是一家位於台灣台北足球俱樂部，雖然名字掛上台北，但並非代表台北市，僅僅為陳信安本人的興趣，該隊前身為中華台北男子足球代表隊前選手陳信安創辦的陳信安足球學校。陳信安足球學校以成立職業球隊為目標，其青年梯隊參加台灣青年足球聯賽等賽事，同時足校的第一隊以ACA足球俱樂部之名，從2020年開始挑戰成人級的台灣乙級足球聯賽，於2021年獲得冠軍後升至台甲，並將ACA足球俱樂部更名為台北競技俱樂部，將台北競技定位為發展高強度競技，與推廣足球課程的陳信安足球學校有所區分。2024年受陽信銀行冠名贊助更名為陽信台北競技俱樂部，簡稱陽信北競。

## 歷史
陳信安足球學校是陳信安開辦的足球學校，最早源自2010年成軍的小孔雀足球俱樂部。2017年，為符合亞足聯（AFC）與國際足總（FIFA）之規定及響應教育部體育署足球政策，陳信安足球學校攜手切爾西足球學校訓練系統(結果初期因沒有合適場地導致切爾西足球俱樂部退出合作項目)，並培養了各個年齡段的球員。

### 2020年
2020年，陳信安足球學校派隊參賽中華民國足球協會主持的各層級賽事，包括首度叩關台灣企業甲級足球聯賽，以「ACA足球俱樂部」為名挑戰了資格賽，最終1比4敗給銘傳大學。落敗後進入新成立的台灣乙級足球聯賽。ACA在當年度的乙級聯賽取得第三名。另外足校的U-18隊及U-15隊都挑戰了2020年新成立的台灣青年足球聯賽。

### 2021年
ACA在2021年乙級聯賽奪冠，升甲成功。

### 2022年
2022年3月31日，ACA足球俱樂部宣布更名為台北競技俱樂部（AC TAIPEI），也公布了新隊徽、球衣和球員名單。2022年企甲聯賽，台北競技以第6名坐收保級成功。
2022年12月21日，台北競技宣布將啟動體系改革，除了為青訓梯隊聘請外籍教練外，還規劃籌組預備隊挑戰乙級聯賽和籌組女足隊挑戰台灣木蘭足球聯賽。

### 2023年
2023年1月，台北競技俱樂部交由其子陳奕言經營，陳信安則全職擔任AC Taipei總教練。
2023年1月12日，台北競技俱樂部宣布簽下現任中華女足國手許翊筠。
2023年8月20日，台北競技俱樂部的預備隊 AC Taipei Reserves 透過資格賽正式加入台灣乙級足球聯賽。
2023年12月10日，台北競技俱樂部以第四名結束台企甲2023賽季。

### 2024年
2024年6月13日，台北競技俱樂部受陽信銀行冠名贊助，改名為陽信台北競技俱樂部，簡稱陽信北競'。
2024年12月1日，陽信台北競技俱樂部再度以第四名結束台企甲2024賽季。

### 2025年
2025年6月8日，陽信台北競技俱樂部女子隊以 5－1 於總統盃賽事中擊敗科學城女足，獲得 2025－2026 台灣木蘭聯賽的參賽資格。
2025年7月9日，陽信台北競技俱樂部宣布再獲陽信銀行冠名贊助一年。

## 第一隊球員名單
更新日期 ：2025年8月6日 
| 號碼   | 國籍     | 球員     | 出生日期       |
| 守門員 | 守門員   | 守門員   | 守門員         |
| ------ | -------- | -------- | -------------- |
| 1      | 臺灣地區 | 段昍     | 1997年10月27日 |
| 20     | 臺灣地區 | 許誠展   | 2007年4月29日  |
| 31     | 日本     | 片田謙臣 | 1999年4月18日  |
| 後衛   |          |          |                |
| 3      | 臺灣地區 | 謝明佑   | 1998年11月13日 |
| 4      | 日本     | 楠山剛志 | 1997年1月10日  |
| 5      | 日本     | 一柳夢吾 | 1985年4月2日   |
| 12     | 臺灣地區 | 楊佳宝   | 2001年6月21日  |
| 29     | 臺灣地區 | 陳金洋   | 2005年3月23日  |
| 30     | 臺灣地區 | 王翔毅   | 2000年10月10日 |
| 37     | 臺灣地區 | 劉泳賦   | 1995年1月26日  |
| 50     | 臺灣地區 | 蔡孟光   | 2006年9月22日  |
| 64     | 臺灣地區 | 吳家緯   | 2006年2月8日   |
| 中場   |          |          |                |
| 6      | 臺灣地區 | 蔡孟辰   | 1996年4月3日   |
| 7      | 臺灣地區 | 陳開文   | 1996年11月5日  |
| 10     | 日本     | 山崎直之 | 1991年5月5日   |
| 14     | 日本     | 鎌田凌生 | 1999年7月14日  |
| 15     | 臺灣地區 | 陳宥霖   | 2000年1月26日  |
| 16     | 臺灣地區 | 陳彥睿   | 2005年10月5日  |
| 17     | 臺灣地區 | 陳奕言   | 1995年8月22日  |
| 45     | 臺灣地區 | 吳東勳   | 1993年10月2日  |
| 47     | 臺灣地區 | 連家興   | 2006年4月20日  |
| 60     | 臺灣地區 | 高山隼人 | 2008年5月12日  |
| 前鋒   |          |          |                |
| 8      | 日本     | 內田潤   | 2002年12月14日 |
| 9      | 臺灣地區 | 黃偉傑   | 2004年12月25日 |
| 11     | 臺灣地區 | 黃聖傑   | 1999年2月22日  |
| 23     | 危地马拉 | Gustavo  | 2003年5月4日   |
| 25     | 臺灣地區 | 李宗陽   | 1994年11月27日 |
| 28     | 臺灣地區 | 許以勒   | 2008年12月16日 |
| 41     | 臺灣地區 | 李世纓   | 2002年6月2日   |

## 榮耀
- 台灣乙級足球聯賽冠軍，一次（2021年）

## 外部連結
- 官方网站
- 陳信安足球學校